# غريغوار ماريت
غريغوار ماريت هو عازف جاز سويسري، ولد في 13 مايو 1975 في جنيف في سويسرا.

## وصلات خارجية
- غريغوار ماريت على موقع IMDb (الإنجليزية)
- غريغوار ماريت على موقع ميوزك برينز (الإنجليزية)
- غريغوار ماريت على موقع أول ميوزيك (الإنجليزية)
- غريغوار ماريت على موقع ديسكوغز (الإنجليزية)